# Хітаа
Хітаа (*XXIII ст. до н. е.) — 11-й цар Еламу в 2230-х роках до н. е. Вів війни за підкорення усього Еламу.

## Життєпис
Походив з хурритського роду, або можливо був родичем вождів гутіїв. Син енсі Хелу. Після смерті останнього перебрав владу в Сузах, а потім на більшій частині території Еламу. Панував 3-5 років. Висловлюється припущення, що уклав з Нарам-Суеном, царем Аккаду союз, спрямований проти гутіїв. Проте ймовірніше така угода була укладена з Кутик-Іншушінаком або його батьком Шимбішху, що правили в місті Аван. Разом з тим підтверджуються відомості щодо шлюбу Хітаа з донькою аккадського царя.
Напевне довелося вести війни з Аваноном, васалом Аккаду. Його союзником були хурритські царі Інбір, Путтіматал, Хубшумкібі, що панували в містах Наваре, Сімурру, Мархаши відповідно. Зрештою зазнав поразки й загинув. Трон отримав Кутик-Іншушінак, що став об'єднувати Елам.